# André Pégorier
André Pégorier (né le 17 janvier 1918 à Toulouse et mort le 17 janvier 2004 à Créteil) est un ingénieur en géographie, auteur en 1963 d'un Glossaire des termes dialectaux destiné aux opérateurs de l'IGN dans leurs enquêtes de terrain.

## Biographie
Admis au concours de l'École spéciale militaire de Saint-Cyr en 1937, il se porte engagé volontaire à l'Intendance militaire de Versailles d'octobre 1937 à septembre 1946.
Démobilisé en 1946, il entre à l'Institut géographique national. En 1949, il est désigné pour des missions de relevés en Afrique du Nord. En 1950-1951, il passe cinq mois au Sahara, seul, pour couvrir une zone peu connue. « Son travail précis et son goût de la recherche documentaire le font remarquer ».
En 1959, il se lance dans la compilation d'un glossaire des termes dialectaux présents sur la nouvelle carte de l'IGN au 1:25 000, ouvrage simplement destiné aux opérateurs de l'IGN dans leurs enquêtes de terrain et qui « n'a aucune prétention scientifique ».
Il meurt le 17 janvier 2004 à Créteil.

## Œuvre
- Glossaire des termes dialectaux permettant de trouver le sens d’un grand nombre de toponymes de la nouvelle carte de France au 1:25000, 1963, imprimerie de l’Institut géographique national, 440 pages
- Problèmes de toponymie cartographique, Revue Internationale d'Onomastique, 16e année N°1, mars 1964, pp. 49-62
- Archives municipales de Caylus (Tarn-et-Garonne), Nouvelle revue d'onomastique, n°11-12, 1988, pp. 144-157
- Les noms de lieux en France. Glossaire de termes dialectaux, Paris, Institut géographique national, 2e édition (revue et complétée par Marie Rose Simoni et Sylvie Lejeune), 1997, 228 p. (compte rendu de François de Beaurepaire, dans Nouvelle revue d'onomastique, année 1998, 31-32, pp. 313-314)
- Les noms de lieux en France. Glossaire de termes dialectaux, Paris, Institut géographique national, 3e édition revue et complétée par Sylvie Lejeune et Élisabeth Calvarin, Commission de toponymie, IGN, Paris, 2006, 519 p.